# Day of the Dragon
Warcraft: Day of the Dragon è un romanzo di Richard A. Knaak ambientato nell'universo di Warcraft e situato in un periodo storico di questo dopo Warcraft II ma prima di Warcraft III.

## Trama
La storia narra di un mago umano, Rhonin, che si avventura a Khaz Modan, nelle ultime terre controllate dagli orchi. Krasus è un drago rosso il cui vero nome è Korialstrasz. Egli è fedele ad Alexstrasza, la regina dei Draghi rossi, la cui mente è posseduta dall'Anima dei Demoni di Nekros Skullcrusher. Costui, grazie al Demon Soul, può usare Alexstrasza e la sua prole nella guerra contro gli eserciti di Azeroth. Korialstrasz, dopo lunghi mesi di obbedienza alla sua regina che voleva che gli orchi stessero sul suo territorio, lo scopre e chiede quindi aiuto ai compagni della regina - Nozdormu, Malygos e Ysera - per liberarla.
Nel frattempo Deathwing, nel desiderio di ottenere le uova della regina, aiuta Rhonin ad entrare nella fortezza degli orchi. Rhonin riesce a parlare con Nekros Skullcrusher ed a convincerlo che ci sarebbe stato un attacco da parte dell'Alleanza a Grim Batol, allontanandolo dalla fortezza.
Nekros tuttavia porta con sé le uova che durante il viaggio attirano i draghi ribelli Tyranastrasz e Korialstrasz e i Grandi Draghi Nozdormu, Malygos e Ysera. Allo scontro si uniscono Rhonin, Vereesa Windrunner, Falstad Dragonreaver (Falstad Wildhammer) ed alcuni nani. Finalmente riescono a distruggere il "Demon Soul" ed a liberare Alexstrasza, che uccide Nekros Skullcrusher. Con la distruzione del "Demon Soul", i poteri draconici vengono restituiti a quattro dei cinque Grandi Draghi e Deathwing è costretto alla fuga.

## Personaggi principali
- Deathwing/Daval Prestor, signore dei draghi neri.
- Falstad Wildhammer, capo del clan nanico dei Wildhammer.
- Korialstrasz/Krasus: uno dei draghi rossi più vecchi, autorevoli e, per potere magico personale, potenti nella comunità di Alexstrasza, di cui è stato il consorte per migliaia di anni. Ama aggirarsi per i Regni Orientali sotto forma di un mago alto elfo di nome Krasus, e sotto queste sembianze è stato il maestro di Rhonin e uno dei più autorevoli arcimaghi di Dalaran.
- Nekros Skullcrusher, un warlock orco che tiene imprigionata Alexstrasza.
- Rhonin, mago umano.
- Vereesa Windrunner: sorella di Alleria e Sylvanas Windrunner, moglie di Rhonin, ha i capelli argentei, un piccolo naso all'insù e occhi leggermente a mandorla di un blu intenso, oltre alle lunghe orecchie tipiche della sua razza.

### Personaggi secondari
- Gli aspetti draconici Alexstrasza (con il consorte Tyranastrasz), Ysera, Malygos e Nozdormu e il drago Zarasz.
- I troll Gree, Shnel e Vorsh.
- I goblin Kryll, Nullyn e Void.
- I nani Gimmel, Molok e Rom.
- Gli umani Genn Greymane (re di Gilneas), Thoras Trollbane (re di Stromgarde), Daelin Proudmoore (ammiraglio di Kul Tiras), Terenas Menethil II (re di Lordaeron), Drenden e Modera (maghi del Kirin Tor) e Duncan Senturus (paladino della Mano Argentata).
- L'orco Torgus